# John Benton (Curler)
John Benton (* 23. Juni 1969 in Afton, Minnesota) ist ein US-amerikanischer Curler. Er spielte auf der Position Lead mit der rechten Spielhand beim Duluth Curling Club in Duluth. An den Olympischen Winterspielen 2010 in Vancouver nahm er als Spieler und an den Olympischen Jugend-Winterspielen 2020 in Lausanne als Trainer teil.

## Karriere als Spieler

### Nationale Meisterschaften
Benton gewann am 28. Februar 2009 die US-amerikanischen Olympic Curling Trails zusammen mit seinen Mannschaftskameraden John Shuster (Skip), Jason Smith (Third), Jeff Isaacson (Second) und Chris Plys (Ersatz).

### Curling-Weltmeisterschaften
Im Jahr 2009 nahm Benton mit seinem Verein Duluth CC an der Curling-Weltmeisterschaft vom 4. bis 12. April 2009 im Moncton Coliseum in Moncton teil. Dort erreichte er in der Vorrunde durch einen 6:5-Sieg gegen die Mannschaft CC Füssen aus Deutschland, eine 6:12-Niederlage gegen die Mannschaft Lockerbie Lce Rink aus Schottland, einen 10:3-Sieg gegen die Mannschaft CC Basel Regio aus der Schweiz, eine 5:7-Niederlage gegen die Mannschaft Snarøen CC aus Norwegen, einen 9:8-Sieg gegen die Mannschaft Harbin CC aus China, einen 9:1-Sieg gegen die Mannschaft Karuizawa CC aus Japan, eine 6:9-Niederlage gegen die Mannschaft Hvidovre CC aus Dänemark, eine 6:9-Niederlage gegen die Mannschaft Saville Sports Center aus Kanada, einen 6:5-Sieg gegen die Mannschaft Hyvinkää CC aus Finnland, einen 7:6-Sieg gegen die Mannschaft CK Brno aus Tschechien und einen 9:6-Sieg im Abschlussspiel am 9. April 2009 gegen die Mannschaft Chamonix CC aus Frankreich den geteilten vierten Platz.
Aufgrund dieser Platzierung wurde am 10. April 2009 ein Tie-Breaker–Spiel ausgetragen und Benton spielte mit seiner Mannschaft Duluth CC erneut gegen die norwegische Mannschaft Snarøen CC. Er verlor das Spiel mit 2:10 und schied vorzeitig auf dem 5. Platz aus dem Wettbewerb aus.

### Olympische Winterspiele
John Benton gehörte zum US-amerikanischen Aufgebot bei den Olympischen Winterspielen 2010 im Curling. Den olympischen Wettkampf der aus einer Gruppenphase mit insgesamt neun Mannschaften bestand, absolvierte er zusammen mit seiner Mannschaft von Duluth CC bestehend aus John Shuster (Skip), Jason Smith (Third), Jeff Isaacson (Second) und Chris Plys (Ersatz). Die Gruppenspiele wurden im Zeitraum von 16. Februar bis 23. Februar 2010 im Hillcrest Centre im Stadtteil Riley Park–Little Mountain ausgetragen. Aufgrund enttäuschender Leistungen wurde im fünften Spiel am 19. Februar 2010 John Shuster durch den Ersatzspieler Chris Plys ersetzt und dieses Spiel gegen die Mannschaft aus Frankreich wurde mit 4:3 gewonnen, nachdem zuvor alle vier Spiele mit Niederlagen gegen Deutschland (5:7), Norwegen (5:6), die Schweiz (6:7) und Dänemark (6:7) endeten. Am Ende der Gruppenphase wurde der zehnte und somit letzte Platz erreicht und Benton schied mit seiner Mannschaft vorzeitig aus dem Wettkampf aus.

## Karriere als Trainer

### Olympische Jugend-Winterspiele
An den 3. Olympischen Jugend-Winterspielen in Lausanne nahm John Benton als Trainer der US-amerikanischen Mixed Mannschaft und als Trainer von zwei Mixed-Doppel im Curling teil.
Mit der Mixed Mannschaft die aus den Spielern Ethan Hebert (Skip), Charlie Thompson (Second) und den beiden Spielerinnen Kaitlin Murphy (Third) und Alina Tschumakow (Lead) bestand, startete er in der Vorrundengruppe D mit den gegnerischen Mannschaften aus Italien, Japan, Schweden, Tschechien und Lettland. Am 10. Januar 2020 wurde das Eröffnungsspiel der Gruppe D im Palladium de Champéry mit 3:7 gegen die italienische Mannschaft verloren. Am Ende der Gruppenphase erreichte seine Mannschaft den fünften Platz und schied vorzeitig aus dem olympischen Wettbewerb aus.
Da von Benton betreute Mixed-Doppel Kaitlin Murphy und Jaedon Neuert (Kanada) startete am 18. Januar 2020 in der ersten Runde in der Einteilung „Untere Hälfte“ gegen ein Mixed–Doppel das aus Hannah Farries (UK) und Kadir Polat (Türkei) bestand. Dieses Spiel wurde mit 8:4 gewonnen und sie trafen am 20. Januar 2020 auf das Mixed–Doppel Liza Gregori (Slowenien) und Maximilian Winz (Schweiz). In diesem zweiten Spiel verloren sie mit 6:8 und schieden vorzeitig aus dem olympischen Wettbewerb aus.
Das zweite von John Benton betreute Mixed-Doppel bestand aus Kim Sutor (Deutschland) und Charlie Thompson. Das Spiel der ersten Runde in der Einteilung „Untere Hälfte“ gegen ein Mixed–Doppel, das aus Maelle Vergnaud (Frankreich) und Grunde Buraas (Norwegen) bestand, wurde mit 5:7 verloren. Somit schied Benton als Trainer ebenfalls in der Vorrunde vorzeitig aus dem olympischen Wettbewerb aus.

## Trivia
Für die Olympischen Winterspiele 2014 in Sotschi wurde John Benton von NBC für die Berichterstattung der Curling Wettkämpfe bei NBC Sports engagiert.